# Pommersche Straße 1 (Gützkow)

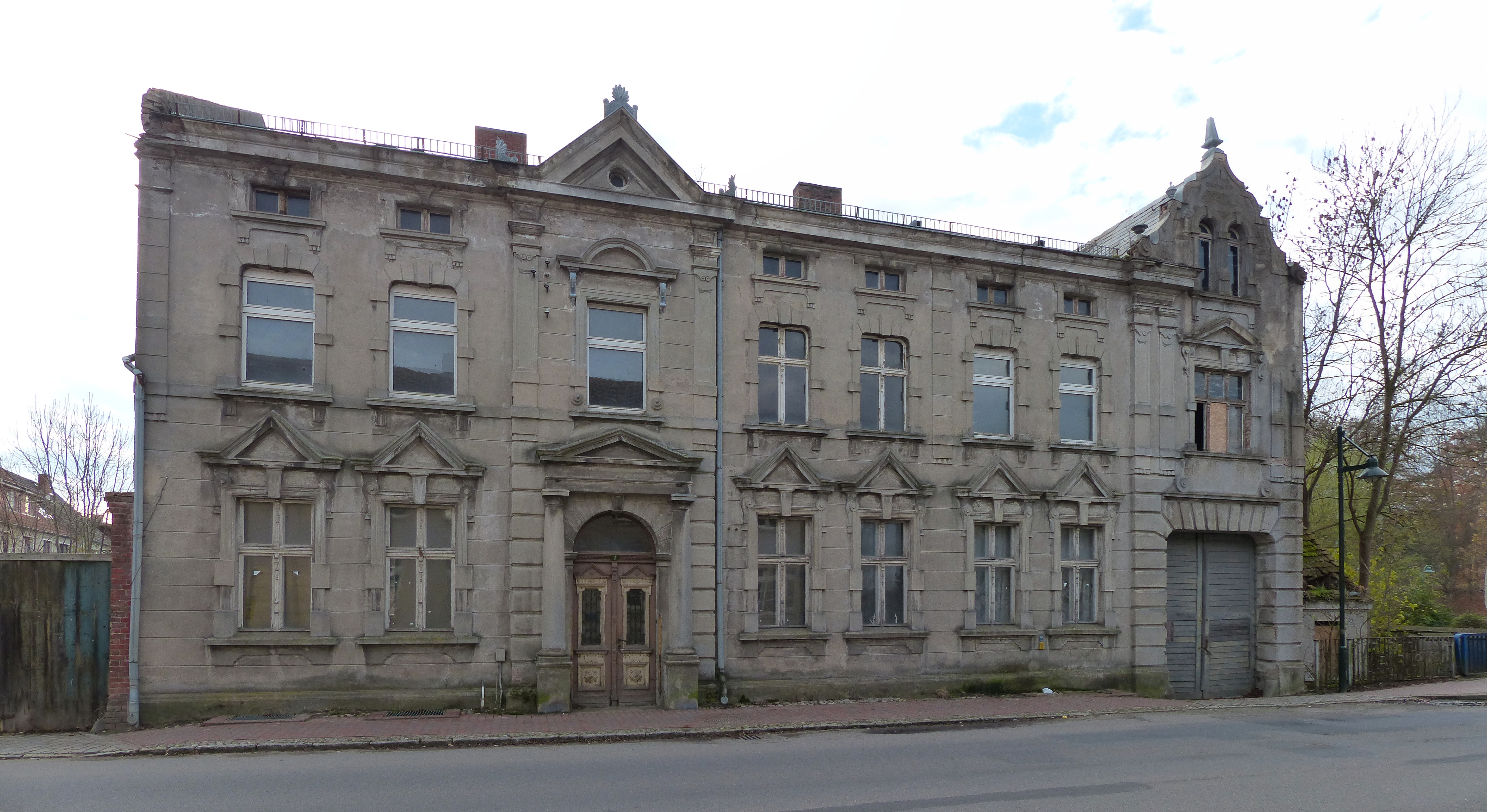

Das Wohn- und Geschäftshaus  Pommersche Straße 1 in Gützkow (Mecklenburg-Vorpommern) stammt von um 1890.
Das Gebäude steht unter Denkmalschutz.

## Geschichte
Die Stadt Gützkow mit 2967 Einwohnern (2020) wurde 1128 erstmals als Gozgaugia erwähnt und erhielt 1301 das Stadtrecht (civitas).
Der zweigeschossige historisierende Putzbau von um 1890 mit einem Mezzaningeschoss und den beiden Giebelrisaliten gehörte dem Viehhändler und Schlachter Wilke. Er steht seit 1990 leer. Mehrere Fenster wurden nicht denkmalgerecht erneuert. Um 2009 fand ein Teilabriss von maroden Nebengebäuden (Stall, Schlachthaus) statt.